# 贝里尼 (鸡尾酒)
贝里尼是起源于意大利威尼斯并用珀賽蔻、桃子果泥或花蜜调制的鸡尾酒。

## 历史
贝里尼鸡尾酒是由意大利威尼斯哈利酒吧的创始人朱塞佩·西普里亚尼在1934年至1948年间发明的。  他将这种饮料命名为 “贝里尼”是因为它独特的粉红色让他想起了15世纪威尼斯艺术家乔瓦尼·贝利尼的一幅画中的圣人长袍。
这款饮料最初是哈利酒吧的季节性特色饮品，之后这款鸡尾酒在纽约的其他酒吧中流行起来。后来一位法国企业家创立了一个承担运输新鲜白桃果泥业务的公司，于是这杯鸡尾酒也就成了一年四季中大众的最爱。
贝里尼是IBA的官方鸡尾酒。他们还建议可以使用等量的柑橘汁来代替桃子果泥的另一种鸡尾酒普契尼、用草莓果泥的罗西尼或用石榴汁调制的丁托列托。有趣的是，这些鸡尾酒均以艺术家的名字命名。

## 制备
贝里尼由白桃果泥和意大利起泡酒普罗塞克制成，同时使用葡萄酒腌制新鲜桃子也是意大利的传统。 最初的配方是会用一点覆盆子或樱桃汁来使饮料呈现粉红色的光芒，这样做的部分原因是新鲜白桃和普罗塞克的供应有限。
加州出产的白桃效果很好， 不过使用黄桃或者桃花蜜也可以替代，尤其是当桃子因为不是应季水果而味道会非常平淡的时候。其他水果或风味利口酒（例如桃子利口酒）有时也会拿来代替桃子泥。

卡萨贝拉家族生产的基础贝里尼（Bellini Base）是Harry's Bar餐厅的招牌鸡尾酒。
其他起泡酒通常用来代替普罗塞克，不过口味浓郁的法国香槟与贝里尼本来的清淡果味并不搭配。如果需要不含酒精的版本则可以用起泡果汁或苏打水来代替葡萄酒。

## 其他相似的鸡尾酒
古巴阿达洛尔（Cuba Adalor）是一种1927年在古巴饮料指南中发表并要求用叉子将新鲜桃子捣碎，之后浇上香槟酒的鸡尾酒。 阿达洛尔杯（Adalor cup）是在1930年出版的《古巴调酒师俱乐部官方手册》一书中提到的使用桃子（melocoton ）制作的一种类似的潘趣酒。 Melocoton是一种嫁接在榅桲树根茎上的桃子。